# Lolka és Bolka a Vadnyugaton
A Lolka és Bolka a Vadnyugaton (eredeti cím: Bolek i Lolek na Dzikim Zachodzie) lengyel rajzfilm, amely Lolka és Bolka nyaral című rajzfilmsorozat alapján készült. 
Lengyelországban 1986-ban, Magyarországon 1990. május 3-án mutatták be a mozikban.

## Szereplők
- Lolka – Egyik szereplő, a valamennyi fekete szálas hajú, fehér pólós, lila nadrágos fiú, Bolka öccse.
- Bolka – Másik szereplő, a fekete hajú, sárga ruhás, piros rövidnadrágos fiú, Lolka bátyja.

## Szereposztás
| Szereplő      | Eredeti hang        | Magyar hang        |
| ------------- | ------------------- | ------------------ |
| Lolka         | Danuta Przesmycka   | Kútvölgyi Erzsébet |
| Bolka         | Ilona Kuśmierska    | Várhegyi Teréz     |
| Pif-Paf Jimmy | Piotr Fronczewski   | Farkas Antal       |
| Seriff        | Janusz Rewiński     | Szabó Ottó         |
| Tettes Johnny | Krzysztof Krupiński | N/A                |
| Kereskedő     | Andrzej Gawroński   | N/A                |
| Smith         | Leopold Matuszczak  | N/A                |
| Boltos        | Henryk Łapiński     | N/A                |
| Fodrász       | Krzysztof Nowik     | N/A                |
| Kominiarz     | Zbigniew Poręcki    | N/A                |